# Sky Sport (Italia)
Sky Sport es un grupo de diez canales de televisión por satélite deportivos en idioma italiano producidos y transmitidos por Sky Italia.

## Canales
| EPG                | EPG           | Logo                | Nombre del canal      | Inicio de transmisiones  |
| Número en Sky      | TDT           | Logo                | Nombre del canal      | Inicio de transmisiones  |
| ------------------ | ------------- | ------------------- | --------------------- | ------------------------ |
| 200, 238, 250, 503 | 481           |                     | Sky Sport 24          | 30 de agosto de 2008     |
| 200, 238, 250, 503 | No disponible |                     | Sky Sport 24 HD       | 24 de septiembre de 2011 |
| 201, 239           | 482           |                     | Sky Sport Uno         | 31 de julio de 2003      |
| 201, 239           | 472           |                     | Sky Sport Uno HD      | 10 de julio de 2006      |
| 202, 240, 249      | 483           |                     | Sky Sport Calcio      | 2 de julio de 2018       |
| 202, 240, 249      | 473           |                     | Sky Sport Calcio HD   | 2 de julio de 2018       |
| 203, 241           | No disponible |                     | Sky Sport Football    | 31 de julio de 2003      |
| 203, 241           | No disponible |                     | Sky Sport Football HD | 10 de julio de 2006      |
| 204, 242           | No disponible |                     | Sky Sport Arena       | 31 de julio de 2003      |
| 204, 242           | No disponible |                     | Sky Sport Arena HD    | 10 de julio de 2006      |
| 205, 243           | No disponible |                     | Sky Sport Tennis      | 2 de julio de 2018       |
| 205, 243           | No disponible | Sky Sport Tennis HD |                       | 2 de julio de 2018       |
| 206, 244           | No disponible |                     | Sky Sport Action      | 1 de julio de 2021       |
| 206, 244           | No disponible | Sky Sport Action HD |                       | 1 de julio de 2021       |
| 207, 245           | No disponible |                     | Sky Sport F1          | 18 de febrero de 2013    |
| 207, 245           | No disponible | Sky Sport F1 HD     |                       | 18 de febrero de 2013    |
| 208, 246           | No disponible |                     | Sky Sport MotoGP      | 10 de marzo de 2014      |
| 208, 246           | No disponible | Sky Sport MotoGP HD |                       | 10 de marzo de 2014      |
| 209, 247           | No disponible |                     | Sky Sport NBA         | 2 de julio de 2018       |
| 209, 247           | No disponible | Sky Sport NBA HD    |                       | 2 de julio de 2018       |

El canal "Roma TV" también está incluido en el paquete Sky Sport.

### Sky Sport 24
Sky Sport 24 es un canal de noticias deportivas. Con un ciclo de 24 horas, de las cuales son 14 horas y media de contenido en vivo (10:00 hrs -00:30 hrs) y 9 horas y media de repeticiones (00:30 hrs -10:00 hrs), transmite actualizaciones de eventos actuales, conferencias de prensa y noticias de última hora relacionadas con el deporte. Su equivalente británico es Sky Sports News y su equivalente alemán es Sky Sport News.

### Sky Sport Uno
Sky Sport Uno (hasta el 1 de julio de 2018, Sky Sport 1) es el canal insignia de Sky Sport, dedicado a los principales eventos deportivos. Su equivalente británico fue Sky Sports 1, sin embargo, ahora es Sky Sports Main Event después de que se le cambió el nombre.

### Sky Sport Calcio
Sky Sport Calcio (Sky Sport Serie A hasta el 1 de julio de 2021, disponible solo con el paquete Sky Calcio) es un canal de televisión creado para los derechos de los partidos de la Serie A (114 por temporada) y Serie B. El canal es similar a su equivalente británico Sky Sports Premier League y su equivalente alemán Sky Sport Bundesliga.

### Sky Sport Football
Sky Sport Football es el canal dedicado al fútbol no italiano.
Entre los eventos que transmite se encuentran: la UEFA Champions League (121 partidos por temporada en directo), UEFA Europa League, UEFA Europa Conference League (hasta 2024), la Premier League (hasta 2025), Bundesliga, 2. Bundesliga (hasta 2025) y Ligue 1 (hasta 2024).
Este canal tiene otros equivalentes en los países donde Sky opera.

### Sky Sport Arena
Al igual que con otros equivalentes en otros países, Sky Sport Arena es un canal multideportivo que transmite eventos no cubiertos por otros canales de Sky Sport como los que se muestran a continuación:
- Basquetbol
  - EuroBasket (2021)
  - AfroBasket (2021)
  - FIBA AmeriCup (2021)
  - FIBA Asia Cup (2021)
- Tenis
  - ATP World Tour Masters 1000 (hasta 2023)[7]
  - ATP Finals (hasta 2023)
  - Campeonato de Wimbledon[8]
- Rugby 
  - The Rugby Championship
  - Currie Cup
  - Heineken Champions Cup
  - Challenge Cup
- Lucha libre 
  - All Elite Wrestling
- Navegación 
  - Copa América
- Handball
  - 2021 World Championships
  - EHF Champions League
  - 2020 Women's European Championships
  - EHF Euro 2022
- Atletismo
  - Diamond League
  - Continental Tour Gold
- Waterpolo
  - LEN Champions League
- Vóleibol
  - CEV Champions League
  - CEV Women's Champions League

### Sky Sport Tennis
Sky Sport Tennis (conocido como Sky Sport Golf hasta el 21 de julio de 2019 y como Sky Sport Collection hasta el 28 de junio de 2021) es un canal dedicado al tenis, que transmite el  Wimbledon y otros torneos de la ATP, incluyendo la Next Generation ATP Finals y Nitto ATP Finals, todos los torneos Masters 1000, ATP 500  y ATP 250. Desde el 13 de enero de 2021 hasta el 24 de marzo del mismo año, el canal pasó a llamarse Sky Sport America's Cup, con las 24 horas del día dedicadas a la 2021 America's Cup.

### Sky Sport Action
Sky Sport Action, disponible desde el 1 de julio de 2021 es un canal dedicado a los deportes de motor, transmtiendo eventos como el DTM y la Copa Porsche Carrera pero también otros deportes transmitidos por Sky Italia, como el rugby y la lucha libre.

### Sky Sport NBA
Sky Sport NBA es el canal dedicado a transmitir las competicones de baloncesto estadounidense: la NBA y la WNBA.

### Sky Sport F1
Sky Sports F1 es el canal dedicado a la cobertura de las carreras de automovilismo de las competicones organizadas por la FIA (Fórmula 1, Fórmula 2 y Fórmula 3) y la Porsche Supercup.

### Sky Sport MotoGP
Sky Sports MotoGP es un canal dedicado a la transmisión de las carreras de motos de las competiciones organizadas por la FIM (MotoGP, Moto2, Moto3 y Moto E, hasta 2025), el Campeonato Mundial de Superbikes y el Campeonato Mundial de Supersport (hasta 2025).